# Zubovskya
Zubovskya é um género de insecto da família Acrididae.

## Espécies
Este género contém as seguintes espécies:
- - Zubovskya banatica Kis, 1965
  - Zubovskya brachycercata Huang, 1987
  - Zubovskya dolichocercata Huang, 1987
  - Zubovskya eyouqiensis Li, Li & Yin, 2015
  - Zubovskya koeppeni (Zubovski, 1900)
  - Zubovskya koreana Mistshenko, 1952
  - Zubovskya mistshenkoi Storozhenko, 1980
  - Zubovskya mongolica Storozhenko, 1986
  - Zubovskya morii (Bey-Bienko, 1931)
  - Zubovskya planicaudata Zhang & Jin, 1985
  - Zubovskya weishanensis Zheng, Zhang & Ren, 1995
  - Zubovskya xiai Li, Li & Yin, 2015

1. ↑  «Zubovskia». Catalogue of Life. Species 2000: Leiden, the Netherlands. Consultado em 11 de outubro de 2023